# Kanton Salvagnac
Kanton Salvagnac (francouzsky Canton de Salvagnac) je francouzský kanton v departementu Tarn v regionu Midi-Pyrénées. Tvoří ho osm obcí.

## Obce kantonu
- Beauvais-sur-Tescou
- La Sauzière-Saint-Jean
- Montdurausse
- Montgaillard
- Montvalen
- Salvagnac
- Saint-Urcisse
- Tauriac